# ایندی هارتول
ایندی هارتول (انگلیسی: Indi Hartwell؛ زادهٔ ۱۷ اوت ۱۹۹۶) کشتی‌گیر کشتی حرفه‌ای اهل استرالیا است.